# Tacjusz
Tacjusz – imię męskie pochodzenia greckiego. Wywodzi się od nazwy rodowej rodu Tacjuszów. Patronem tego imienia jest św. Tacjusz z Armenii.
Tacjusz imieniny obchodzi: 22 września.